# شوالیه‌های آلتو
شوالیه‌های آلتو (به انگلیسی: Alto Knights) یک فیلم درام جنایی زندگی‌نامه‌ای آمریکایی محصول ۲۰۲۵ به کارگردانی بری لوینسون و نویسندگی نیکولاس پیلگی است. در این فیلم رابرت دنیرو نقش دوگانهٔ روسای اوباش دهه ۱۹۵۰ ویتو جنوویزه و فرانک کاستلو را بازی می‌کند. دبرا مسینگ، کوسمو جارویس، کاترین ناردوچی، و مایکل ریسپولی در نقش‌های مکمل حضور دارند.
این فیلم در ۲۱ مارس ۲۰۲۵ توسط برادران وارنر پیکچرز در ایالات متحده اکران شد. این فیلم نقدهای متفاوتی از سوی منتقدان دریافت کرد.

## داستان
در یک سوء قصد نافرجام که توسط ویتو جنوویزه، ترتیب داده شده بود، فرانک کاستلو، رئیس خانواده لوچیانو، خود را در دوراهی می‌بیند. کاستلو که از خونریزی و خیانت‌های مداومی که در زندگی‌اش دیده، خسته شده، ویتو جنوویزه را از قصد خود برای بازنشستگی و واگذاری کنترل خانواده لوچیانو مطلع می‌کند. با این حال، ویتو، مردی که غرق در جاه‌طلبی و پارانویاست،  حرف کاستلو را باور نمی کند و تصور میکند حیله ای در کارست. بی‌اعتمادی بین آنها شعله میگیرد و جنگی خاموش و مرگبار را شروع میکنند.
سوءظن جنوویزه زمانی به پرخاشگری آشکار تبدیل می‌شود که او قتل وحشیانه آلبرت آناستازیا، جانشین منتخب کاستلو را در حالی که روی صندلی سلمانی نشسته است، ترتیب می‌دهد. این حمله کاستلو را مجبور می‌کند با واقعیت وحشتناکی روبرو شود: زندگی او و همسر محبوبش به مویی بند است. سپس‌متوجه می‌شود که تنها راه برای تضمین امنیت آنها، برچیدن کل عملیاتی است که با زحمت ساخته است، تا امپراتوری‌ای را که اکنون او را تهدید به نابودی می‌کند، از هم بپاشد.
کاستلو می‌داند که جنوویزه که تحت تأثیر پارانویای شدیدش قرار دارد، او را تهدیدی دائمی برای نیت واقعی‌اش می‌بیند: به دست گرفتن کنترل کامل پنج خانواده به عنوان کاپو دی کاپی‌(رئیس الروسا). در ذهن منحرف جنوویزه، نرم‌رفتارکردن کاستلو صرفاً یک ظاهر فریبنده است که روحیه‌ی حیله‌گر و انتقام‌جو او را پنهان می‌کند، که آماده است به خاطر حمله جنوویزه، تلافی کند. با این حال، برخلاف جنوویزه، کاستلو تحت سلطه جاه‌طلبی خام نیست و مایل است این بازی طولانی را ادامه دهد.
کاستلو نقشه‌ای می‌ریزد، نقشه‌ای که مسلماً فکر شده تر از یک عملیات ساده‌ی انتقام‌جویی مافیایی است. کاستلو از روش سنتی قتل اجتناب می‌کند، چرا که می‌داند ویتو متحدان قدرتمند زیادی پیدا کرده که مطمئناً به دنبال انتقام و خونخواهی خواهند بود. در عوض، کاستلو رویکردی ظریف‌تر و موذیانه‌تر را انتخاب می‌کند و از نظارت فزاینده‌ای که از قبل بر مافیا متمرکز شده بود، برای سازماندهی تشکیلاتش علیه جنوویز استفاده می‌کند. یعنی ماموران قانون.
محور اصلی نقشه کاستلو در جلسه سرنوشت‌ساز اپلچین نهفته است. اگرچه هرگز به طور قطعی ثابت نشد، ولی شواهد غیرمستقیم نشان می‌دهد که کاستلو به مأموران قانون اطلاع داده و آنها را از تجمع چهره‌های قدرتمند مافیا در شهر کوچک اپلچین در نیویورک، جایی که ویتو قصد دارد موقعیت جدید خود را مشروعیت بخشد، آگاه کرده است. کاستلو برای خریدن زمان، با به تأخیر انداختن عمدی ورود خود به جلسه، توقف‌های بی دلیلی برای صرف قهوه و انجام کارهای غیر ضروری موجب رسیدن مأموران شد. با این حال، رفتار تقریباً خنده‌دار او باعث ایجاد سوءظن در راننده‌اش می‌شود.
گانگسترهای جمع شده کاملاً غافلگیر می‌شوند و وحشت می‌کنند و سعی می‌کنند از طریق جنگل فرار کنند که ردی از شواهد خود به جا می‌گذارند. مأموران قانون با دقت شماره پلاک خودروها را ثبت میکنند که منجر به کیفرخواست و محکومیت بیست نفر از شرکت‌کنندگان، به اتهام توطئه برای جلوگیری از اجرای عدالت و ارائه اظهارات دروغین در مورد هدف گردهمایی مخفی شد. حمله به اپلچین، سازوکار داخلی مافیای آمریکا را برای عموم آشکار کرد و بررسی بی‌سابقه‌ای را به دنبال داشت و در نهایت چند سال بعد به سقوط ویتو، زمانی که رسماً به جرم خرید و فروش هروئین محکوم شد، کمک کرد. از سوی دیگر، کاستلو به رویای خود برای یک بازنشستگی آرام دست می‌یابد و در پیری می‌میرد.

## بازیگران
- رابرت دنیرو در نقش ویتو جنوویزه و فرانک کاستلو
- دبرا مسینگ
- کاترین ناردوچی
- کوسمو جارویس